# Полицајац са Беверли Хилса: Аксел Фоли
Полицајац са Беверли Хилса: Аксел Фоли (енгл. Beverly Hills Cop: Axel Foley) предстојећа америчка акциона комедија у режији Марка Молоја, који су написали Вил Бил, Том Гормикан и Кевин Етен, према причи Била, наставак је филмова Полицајац са Беверли Хилса са Едијем Марфијем у главној улози. Предвиђено да буде објављен на Нетфликсу, биће то четврти део у серији филмова Полицајац са Беверли Хилса, после Полицајац са Беверли Хилса (1984), Полицајац са Беверли Хилса 2 (1987) и Полицајац са Беверли Хилса 3 (1994).
Филм је ушао у развој средином 1990-их, под Марфијевом продуцентском кућом. Различити редитељи и сценаристи су били придружени током година, укључујући Брета Ратнера и Адила Ел Арбија и Билала Фалаха. Молој је ангажован да режира у априлу 2022, а продукција је почела у Калифорнији тог августа. Продукција је завршена, а филм би требао бити објављен средином 2024. године.

## Радња
Након смрти старог пријатеља, поручник полиције Детроита Аксел Фоли враћа се на Беверли Хилс да истражи корупцију у полицијској управи Беверли Хилса са својом отуђеном ћерком и њеним бившим дечком.